# Rhizoctonia rubiginosa
Rhizoctonia rubiginosa är en svampart som beskrevs av Sappa & Mosca 1954. Rhizoctonia rubiginosa ingår i släktet Rhizoctonia och familjen Ceratobasidiaceae.   Inga underarter finns listade i Catalogue of Life.